# Гарофоли, Роберто
Роберто Гарофоли (итал. Roberto Garofoli; род. 20 апреля 1966, Таранто) — итальянский судья и государственный служащий, секретарь аппарата правительства (2021—2022).

## Биография
Родился 20 апреля 1966 года в Таранто, окончил университет Бари, где изучал юриспруденцию. До 1999 года занимал должность ординарного магистрата, затем — судья Государственного совета, соредактор юридического отдела Института Итальянской энциклопедии.
Во втором правительстве Проди возглавлял законодательное управление Министерства иностранных дел, в четвёртом правительстве Берлускони состоял в Комиссии по разработке Административного кодекса, а в правительстве Монти руководил аппаратом Департамента государственной службы.
С 2014 по 2018 год руководил канцелярией Министерства экономики и финансов, когда ведомство возглавлял Пьер Карло Падоан в правительствах Ренци и Джентилони, а также при его преемнике Джованни Триа в первом правительстве Конте. В октябре 2018 года ушёл в отставку из-за критики со стороны Движения пяти звёзд, обвинившего Гарофоли во внесении поправки в финансовый план в интересах итальянского Красного Креста.
13 февраля 2021 года принесло присягу правительство Драги, в котором Гарофоли назначен младшим статс-секретарём, секретарём аппарата правительства.
22 октября 2022 года было сформировано правительство Мелони, в котором Гарофоли не получил никакого назначения.

## Монографии
- I tre assi: l’amministrazione tra democratizzazione, efficientismo, responsabilità (curato con Giuliano AMATO), Roma, 2009
- L’accesso ai documenti amministrativi: profili sostanziali e processuali, Giuffrè, Milano, 2007
- Le tecniche di tutela nel processo amministrativo: aggiornato alla legge n. 15/2005, Giuffrè, Milano, 2006
- Il nuovo diritto degli appalti pubblici: nella direttiva 2004/18/CE e nella legge comunitaria n. 62/2005, Giuffrè, Milano, 2005
- Responsabilità della pubblica amministrazione e risarcimento del danno innanzi al giudice amministrativo, Giuffrè, Milano, 2003
- Tutela cautelare, monitoria e sommaria nel nuovo processo amministrativo: provvedimenti di urgenza, tutela possessoria, decreti ingiuntivi e ordinanze ex artt. 186-bis e 186-ter c.p.c., Giuffrè, Milano, 2002
- La nuova giurisdizione esclusiva del giudice amministrativo dopo la legge 21 luglio 2000, n. 205, Giuffrè, Milano, 2000
- Le autorità indipendenti, Napoli, 2000
- Le privatizzazioni degli enti dell’economia: profili giuridici, Giuffrè, Milano, 1998

## Награды
Указами президента Италии награждён дважды:
- Командор ордена «За заслуги перед Итальянской Республикой» (2 июня 2011).
- Великий офицер ордена «За заслуги перед Итальянской Республикой» (27 декабря 2013).